# G·阿吉特·库马尔
G·阿吉特·库马尔（英語：G. Ajith Kumar），印度外交官，现任印度驻彭措林总领事。

## 經歷
G·阿吉特·库马尔擁有商業碩士學位。
1989年，加入印度外交部工作。他在印度外交部總部及海外使領館擁有豐富的工作經驗，擔任過各種職務：他曾在金邊（柬埔寨）、多哈（卡塔爾）、達喀爾（塞內加爾）、雅加達（印尼）、特拉維夫（以色列）和溫哥華（加拿大）擔任過外交職務。在過去的工作中，他負責管理過雙邊和多邊關係、領事事務、人力資源、機構及文化事務。
2024年4月4日至今任印度駐彭措林總領事。

## 個人生活
G·阿吉特·库马尔能說英語、印地語、馬拉雅拉姆語和孟加拉語。他對體育、音樂、旅行和閱讀等領域有廣泛興趣。與妻子魯帕·阿吉特育有一子。